# Дорогичівські скелі
Дороги́чівські ске́лі — геоморфологічне утворення, геологічна пам'ятка природи місцевого значення в Україні. Розташовані на лівому березі Дністра, неподалік від південно-східної околиці села Литячі Чортківського району Тернопільської області, в кв. 16, вид. 21 Дорогичівського лісництва Бучацького держлісгоспу, в межах лісового урочища «Нирків».
Площа 1,8 га. Оголошені об'єктом природно-заповідного фонду рішенням виконкому Тернопільської обласної ради від 23 жовтня 1972 року № 537 із змінами, затвердженими її рішенням від 27 квітня 2001 року № 238. Перебуває у віданні ДП «Бучацьке лісове господарство».
Під охороною — скелі заввишки 10 м, складені травертином (вапняковим туфом). У товщі вапняків є три печери: Камерна (15 м), Печера відлюдника та Кальцитова. За переказом, у печері Печері відлюдника жив відлюдник. До неї ведуть видовбані у вертикальній стіні заглибини-сходинки, в печері-ніші збереглися сліди ручної обробки каменю — вівтар, лежак тощо.
Печера Кальцитова відрізняється цікавими натічними формами, а вся скеля — різноманітними формами вивітрювання.
Над скелею у лісі витікає потужне джерело, води якого спадають із каменя з висоти 8 м, утворюючи водоспад Печери. Навколо скелі на верхній терасі ростуть сім вікових дерев — дуби, ясени, береза. Скелі дуже мальовничі.
У 2010 р. пам'ятка природи увійшла до складу національного природного парку «Дністровський каньйон».